# Lygodactylus manni
Lygodactylus manni (карликовий гекон Манна) — вид геконоподібних ящірок родини геконових (Gekkonidae). Мешкає в Кенії і Танзанії. Вид названий на честь американського ентомолога Вільяма Монтани Манна.

## Поширення і екологія
Карликові гекони Манна поширені від озера Барінго в центральній Кенії на південний захід до узбережжя озера Вікторія в Танзанії та до острова Укереве. Вони живуть на деревах в сухих і вологих саванах, на висоті від 1000 до 1800 м над рівнем моря. Ведуть деревний спосіб життя, живляться комахами, відкладають яйця.